# Sân bay El Hierro
Sân bay El Hierro là một sân bay ở El Hierro, Tây Ban Nha (IATA: VDE, ICAO: GCHI). Sân bay này có hai băng dài 1.250m bề mặt nhựa đường. Năm 2007, sân bay này đã phục vụ 184.762 lượt khách, 
171.379 kg hàng hoá với tổng cộng 4.790 lượt chuyến.

## Các hãng hàng không và tuyến bay
- Binter Canarias (Las Palmas, Tenerife-North)